# Puyo Puyo Tetris
Puyo Puyo Tetris är ett pusselspel utvecklat av Sonic Team och utgivet av Sega. Spelet är en crossover mellan Puyo Puyo-serien och Tetris-serien, och presenterar olika spellägen som innehåller båda aspekterna. Spelet innehåller figurer modellerade efter de sju Tetriminos, som är olika pusselbitar varje gjorda av fyra kvadrater.
1. ↑  Steam, 12 september 2003, Steam-ID: 546050, läst: 1 april 2022.[källa från Wikidata]